# ناثان فيلدمان
ناثان فيلدمان (بالإنجليزية: Nathan Field)‏ (و. 1587 – 1620 م) هو كاتب مسرحي، وممثل، ولد في لندن، توفي عن عمر يناهز 33 عاماً.

## روابط خارجية
- ناثان فيلدمان على موقع الموسوعة البريطانية (الإنجليزية)